# Męsko-damska rzecz
Męsko-damska rzecz (ang. It's a Boy Girl Thing) – kanadyjsko–brytyjski film fabularny (komedia romantyczna) z 2006 roku. Film wyreżyserował Nick Hurran do scenariusza Geoffa Deane'a. Światowa premiera projektu miała miejsce 26 grudnia 2006 roku. W Polsce film trafił do kin 14 lutego 2007 roku.

## Fabuła
Nell (Samaire Armstrong) i Woody (Kevin Zegers), choć znają się od dzieciństwa i mieszkają w sąsiedztwie, to szczerze się nienawidzą. Podczas wycieczki do muzeum dochodzi do kolejnej kłótni, przed posążkiem starego bóstwa, które rzuca na nich zaklęcie. Kiedy następnego ranka każde z nich budzi się w ciele drugiego, postanawiają zniszczyć sobie nawzajem reputację.

## Obsada
Źródło: Filmweb
| Rola               | Aktor             |
| ------------------ | ----------------- |
| Nell Bedworth      | Samaire Armstrong |
| Woody Deanne       | Kevin Zegers      |
| Katherine Bedworth | Sherry Miller     |
| Ted                | Robert Joy        |
| Breanna            | Brooke D’Orsay    |
| Della Deane        | Sharon Osbourne   |
| Stan Deane         | Maury Chaykin     |